# Estuardo Díaz Delgado
Estuardo Emigdio Díaz Delgado (Buldibuyo, 20 de julio de 1944) es un arquitecto y político peruano. Fue alcalde de la provincia del Santa.

## Estudios Realizados
Hizo sus estudios primarios en el Colegio Antonio Raymondi de Chimbote y los secundarios en el Colegio Nuestra Señora de Guadalupe de Lima. 
Entre 1962 y 1969 hizo sus estudios en arquitectura en la Universidad Nacional de Ingeniería en Lima. 
-Diploma de Planificador Urbano y Regional Instituto de Planeamiento de Lima – Programa de Planeamiento Urbano y Regional de la O.E.A. ( PIAPUR)  1972
-Diploma en Housing, Planning and Building en el Boucentrum International Education – Róterdam – Holanda – 1974
-Diploma en Urban and Regional Planning en la Technical University of Szczecin – Polonia - 1974
-Maestría en Promoción del Desarrollo – Especialidad en Planificación Económica – Université de l’Etat d’Anvers – Bélgica – 1975
-Diploma de Estudios Especializados (DEES) en Aménagement Regional et Urbain en la Universidad de Paris – Francia  (La Sorbonne) -  1976

## Otros Estudios
- Seminario sobre Desarrollo Social – Burdeos – Francia – 1976
- Curso sobre Gestión	Municipal – Instituto Nacional de Capacitación Municipal (IN ICAM) - 1986
IDIOMAS
Francés – Inglés

## Experiencia Académica
-Profesor Auxiliar en el Curso de Planeamiento Urbano I
Facultad de Arquitectura – Universidad Nacional de Ingeniería 	Lima – Perú – 1972/1973
-Profesor Invitado en el Curso Arquitectura I
Instituto Ciencias de la Tierra – Facultad de Geografía –      
Universidad de Argel – Argelia – 1982-1983

## Cargos Públicos Desempeñados
-Planificador Urbano de la Dirección de Desarrollo Urbano del Ministerio de Vivienda y Construcción – 1971 – 1973
-Asesor del Ministerio de la Presidencia, encargado de la supervisión de las Corporaciones Departamentales de Desarrollo. 1985-1986
-Director Ejecutivo del Proyecto Especial PLAN-MET de la Municipalidad Metropolitana de Lima, encargado de la elaboración del Plan de Desarrollo Metropolitano de Lima-Callao 200-2010, conjuntamente con la Consultora Internacional TRANSUR de Bélgica con financiamiento del Banco Mundial. 1986-1989.
-Jefe Nacional de la Oficina de Apoyo Alimentario – ONAA (hoy PRONA), con rango de viceministro.  1990 
-Alcalde de la Municipalidad Provincial del Santa – Chimbote, elegido por voluntad popular 2003-2006

## Otras Responsabilidades en Función al Cargo
-Director de la Empresa Inmobiliaria de Lima – EMILIMA -1989
-Asesor para Asuntos Urbanos de la Autoridad Autónoma del Tren Eléctrico AATE – Lima -  1986 – 1989

## Principales Estudios Urbanísticos
-Plan de Desarrollo Metropolitano de Lima-Callao
-Plan de Desarrollo Urbano del Callao
-Plan de Desarrollo Urbano de Cajamarca
-Esquema Director de Chepen – La Libertad
-Esquema Director de San Ramón – Pasco
-Esquema Director de Bambamarca – Cajamarca

## Ensayos Escritos
-“ Estudio sobre el crecimiento físico de Chimbote ”
-“  Cajamarca – Ciudad Monumental ”
-“  Chimbote al 2026 “
-Escribe permanentemente artículos sobre urbanismo, arquitectura y política para diferentes diarios y revistas locales y nacionales.

## Cargos, Gremiales, Sindicales, Vecinales y Comunales
-Decano del Colegio de Arquitectos – Ancash – Chimbote, reelecto por dos periodos. 1996 – 2002
-Segundo Vicepresidente y Tesorero del Consejo Regional de Decanos de los Colegios Profesionales de Chimbote. 2001-2002
-Miembro de la Cámara de Comercio y de la Producción de la Provincia del Santa 
-Presidente del Frente de Defensa y Desarrollo de la Provincia del Santa y Delegado Pleno a las Mesas de Concertación entre el Gobierno y la Sociedad Civil – 2001 – 2002.
-Delegado ante la Mesa de Concertación de Lucha contra la Pobreza de la Provincia del Santa. 2001 		  	
-Presidente de la ONG Instituto Hábitat del Perú. 1986 a la fecha.

## Experiencias Laborales
-Planificador Urbano en el Ministerio de Vivienda y Construcción. 1971 – 1973
-Arquitecto de proyectos diversos en el Bureau d’Architecture Goetgheburer et Lefevbre – Bruselas – Bélgica.  1976-1979
-Funcionario encargado de la elaboración del Plan Sectorial de Infraestructura Sanitaria de Argelia – Ministerio de la Salud y de la Protección Social – Argel – Argelia. 1980 – 1983
-Funcionario encargado de planificar y programar el Hospital del Cáncer de Argel – Bureau d’Infrastructure Sanitaire de l’Algerie.   Argel – Argelia. 1984
-Director Ejecutivo del Proyecto Especial PLAN MET, Encargado de elaborar el “Plan de Desarrollo Metropolitano de Lima-Callao  2000/2010” 1986-1989
-Jefe Nacional de la Oficina Nacional de Apoyo Alimentario -- ONAA - Lima - Perú. 1990
-Asesor Consultor independiente asesorando y elaborando proyectos para diferentes municipalidades del Perú, en temas urbanos, de arquitectura y de construcción. 2006 – a la fecha
-Empresario en los sectores de turismo y construcción.

## Militancia Política
Militante del APRA desde el año 1961, fue Jefe Nacional de la Oficina de Apoyo Alimenticio. en elecciones regionales y municipales del Perú de 2006 postula a la alcaldía provincial del Santa-Ancash y es electo Alcalde de dicha provincia, para el periodo 2007-2010. 
En febrero del 2010 anuncia su postulación a la reelección como Alcalde del Santa-Chimbote por Perú Posible.
Fue Candidato por el Partido PPC para la Provincia del Santa del 2015-2018